# تشارلي ستابس
تشارلي ستابس بالإنجليزية: Charlie Stubbs)‏ هو مدير فني أمريكي، ولد في 2 سبتمبر 1955 في جمهورية روسيا الاتحادية الاشتراكية السوفيتية في الاتحاد السوفيتي.